# J. Michael Nitschke
Joachim Michael Nitschke (Berlín, Alemania, 27 de abril de 1939 - Berkeley, California, Estados Unidos, 24 de febrero de 1995) o Mike Nitschke fue un físico germano-estadounidense, codescubridor de un elemento químico producido artificialmente: el seaborgio (1974) y participó activamente en el estudio de las propiedades químicas del rutherfordio y el dubnio (1970). Trabajó en la División de Ciencias Nucleares del Laboratorio Lawrence Berkeley de la Universidad de California, Berkeley.
Por otra parte, compitió en el equipo de remo de Alemania Occidental en los Juegos Olímpicos de Tokio en 1964.

## Carrera profesional
Se incorporó en 1966 al grupo de investigación sobre elementos pesados del Laboratorio Lawrence Berkeley, como estudiante graduado con una beca del gobierno alemán. Trabajó junto a Earl Hyde, estudiando los esquemas de desintegración de los núcleos radioactivos y descubrieron varios nucleidos nuevos. 
A continuación, comenzó a trabajar en el acelerador de iones pesados HILAC (Heavy Ion Linear Accelerator) con Albert Ghiorso. Allí diseñó un nuevo tipo de espectrómetro de masas en línea, que sería la base de su tesis doctoral a su regreso a Alemania para completar su doctorado en la Escuela Técnica Superior de Braunschweig.
Pasó dos años en el Centro Nacional de Investigación Científica de Orsay, Francia. Regresó al Lawrence Berkeley Laboratory en 1971 para ayudar en la conversión del acelerador HILAC en el SuperHILAC. Cuando estuvo terminado, comenzó a explorar su uso para fines experimentales. Él era miembro del equipo de investigación que descubrió el isótopo seaborgio-263 en 1974. 
Durante la década de 1980 trabajó en OASIS (On-line Apparatus for SuperHILAC Isotope Separation), un separador de masas en línea. Luego diseñó un Espectrómetro de Absorción Total (TAS) para medir energías de desintegración y así definir las masas. Después de la clausura del SuperHILAC en 1991, el TAS fue trasladado a UNILAC en GSI, en Alemania. 

## Descubrimiento del seaborgio
El seaborgio fue preparado en 1974 por bombardeo de californio con átomos de oxígeno, junto a Matti Nurmia, Jose R. Alonso, Albert Ghiorso, E. Kenneth Hulet, Carol T. Alonso, Ronald W. Lougheed y Glenn T. Seaborg.
La idea de Nitschke de aceleración de corta duración de nucleidos radiactivos mediante una combinación de aceleradores no fue llevada a la práctica por su muerte en 1995. Consistía en bombardear un blanco pesado con protones de alta energía que a su vez podrían acelerarse y darían una gama mucho más amplia de transmutaciones, ya que podría haber núcleos que tuvieran más o menos neutrones que los isótopos estables, y así sucesivamente. Este concepto, llamado ISL (IsoSpin Laboratory), sería capaz de acelerar haces radiactivos de alta intensidad, y abordar los problemas importantes de la astrofísica y la física nuclear. 

## Premios J. Michael Nitschke
El premio J. Michael Nitschke a la Excelencia Técnica se concede a través de la East Bay Community Foundation, con fondos del legado del fallecido Michael Nitschke. Se otorga para honrar a los héroes olvidados detrás de los principales descubrimientos científicos, y está dotado con 3.000 $ en efectivo. 
También fue un consumado pianista y cantante de ópera, por lo que instauró los Premios J. Michael Nitschke para músicos de 16 a 22 años, dentro de la Young Artist Competition, también dotados con 3.000 dólares.
Nitschke fue un benefactor de muchas organizaciones ambientales y educativas, entre ellas Sierra Club, la Sociedad Cousteau, la Fundación Krishnamurti de América y la California Academy of Sciences.
En 1992, fue honrado por sus importantes contribuciones a la física nuclear en la elección de Becas de la Sociedad Americana de Física. 

## Publicaciones
Ha publicado diversos artículos científicos sobre física nuclear:
- BETA-DELAYED PROTON DECAY IN THE LANTHANIDE REGION. J.M. Nitschke, P.A. Wilmarth, J. Gilat, y P. Mbller. Lawrence Berkeley Laboratory, Universidad de California, Berkeley. K.S. Toth. Oak Ridge National Laboratory, Oak Ridge.
- Accelerated Radioactive Nuclear Beams: Existing and Planned Facilities. J.M. Nitschke. Julio 1992. LBNL. Universidad de California.
- Future Prospects for Radioactive Nuclear Beams in North America. J.M. Nitschke. LBL